# Thaddaeus Ropac
Thaddaeus Ropac (* 16. ledna 1960) je rakouský galerista a kurátor, vlastník Galerie Thaddaeus Ropac.
Narodil se jako Thaddäus Josef Ropač do rodiny Korutanských Slovinců v Klagenfurtu. V roce 1981 založil v Linci vlastní galerii, která později otevřela pobočky v Salcburku, Paříži a Londýně. Je nositelem francouzského Řádu umění a literatury, kterou v roce 2005 obdržel od prezidenta Jacquese Chiraca za významný přínos umění. Roku 2013 získal Řád čestné legie. Roku 2018 vystupoval ve filmu Alien Crystal Palace režisérky Arielle Dombasle.